# Sage War Cemetery

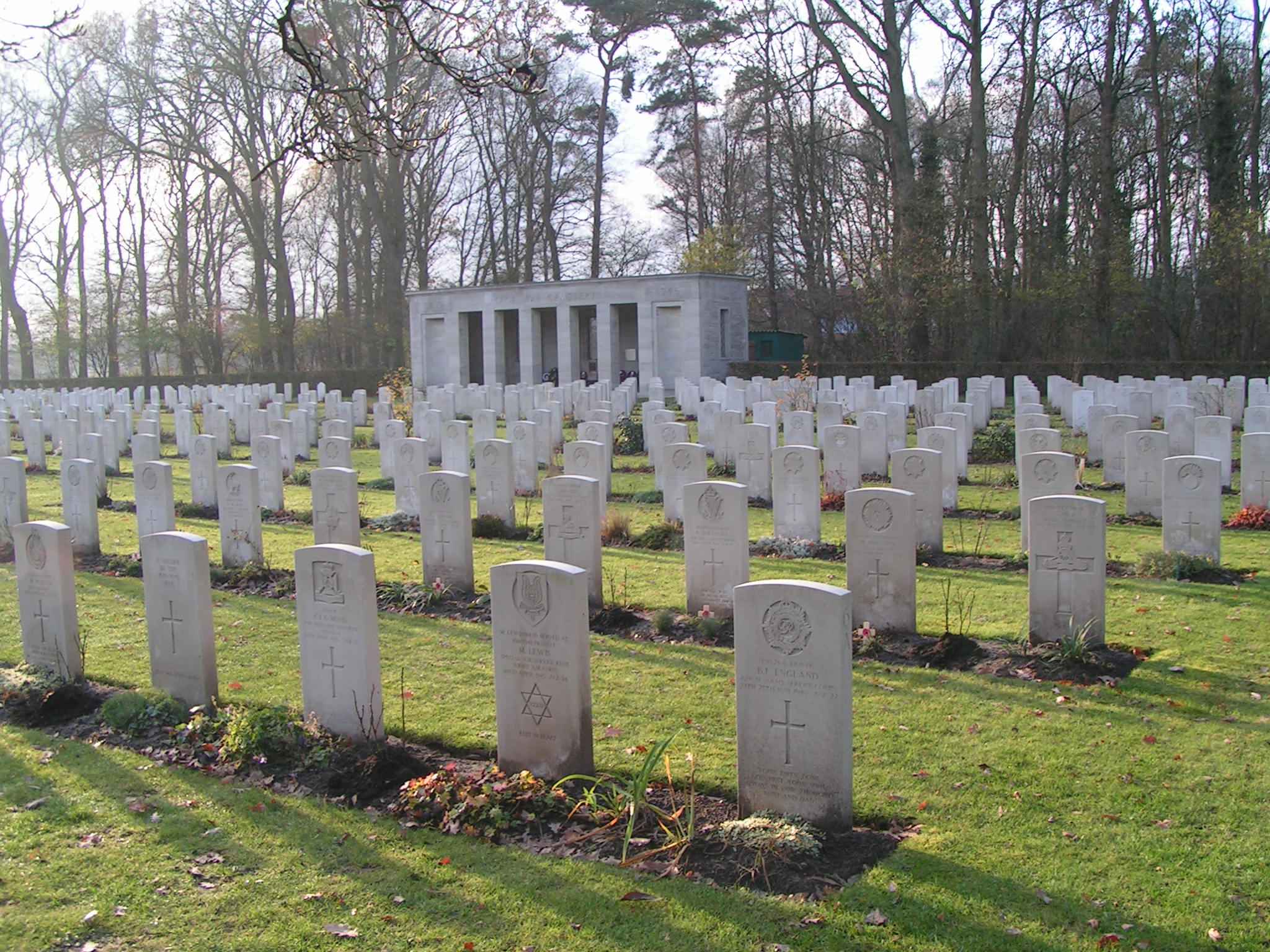
Sage War Cemetery: Gesamtüberblick

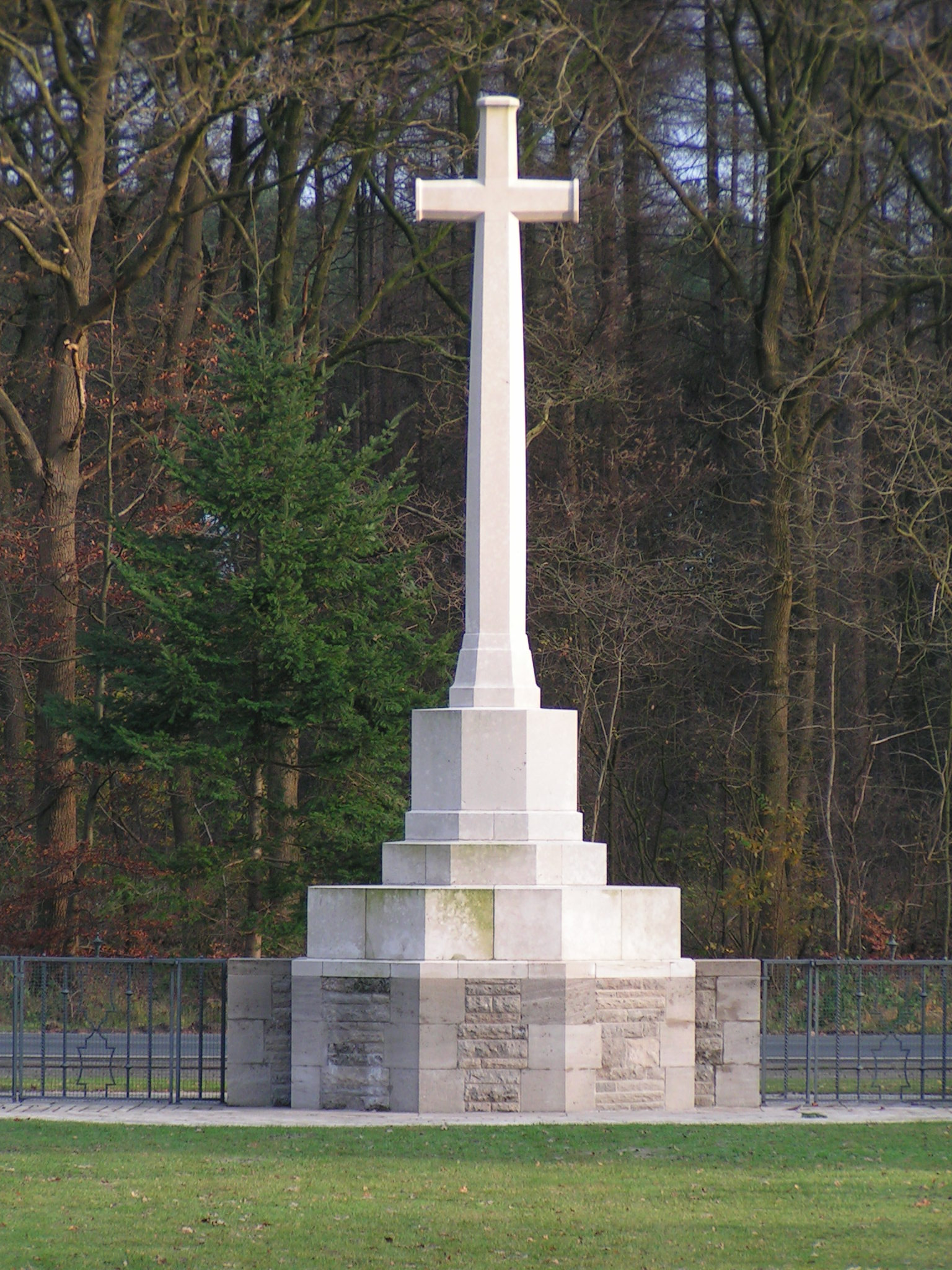
Sage War Cemetery: Kreuz am Eingang

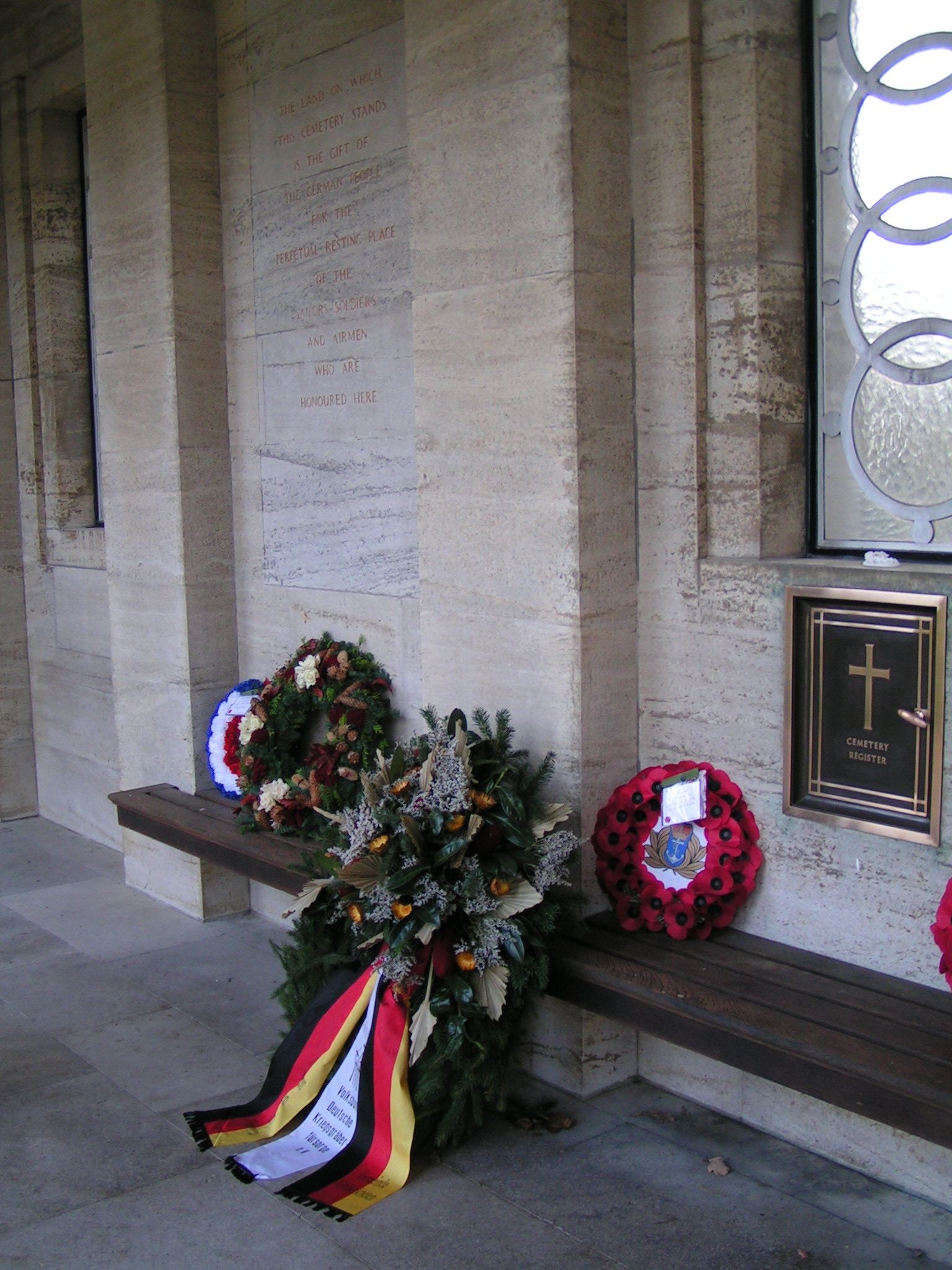
Sage War Cemetery: Ehrung der Gefallenen zum Volkstrauertag 2010

Der Sage War Cemetery ist eine Kriegsgräberstätte, die von der Commonwealth War Graves Commission (CWGC) nach dem Zweiten Weltkrieg erbaut wurde und unterhalten wird. Die Ortschaft Sage gehört zur Gemeinde Großenkneten im Landkreis Oldenburg. Der Friedhof liegt in der Wildeshauser Geest.

## Geschichte
Die Ortschaft Sage befindet sich in einem Gebiet, auf dem im Zweiten Weltkrieg die Hauptkampflinie der Alliierten lag. Diese verlief von Groningen über Delmenhorst – Verden (Aller) bis in die – Lüneburger Heide.

## Belegung
Auf dem Sage War Cemetery wurden überwiegend Angehörige der alliierten Luftwaffe, die während der Kämpfe im Nordwesten Deutschlands, auf den nordfriesischen Inseln und in Nordeuropa ihr Leben verloren hatten, beigesetzt.
In Sage wurden 970 Personen bestattet. Aus Großbritannien stammen davon 745, aus Kanada 125, aus Neuseeland 35, aus Australien 34 und aus Polen 22. In 157 Grabstätten sind nicht identifizierte Personen beigesetzt, von denen man annimmt, dass es sich um Soldaten aus einem Land des britischen Commonwealth handelt.

## Bebauung
Die gesamte Friedhofsanlage zeigt das Erscheinungsbild der, durch die CWGC festgelegten, Bauvorschriften (siehe auch Hauptartikel: Commonwealth War Graves Commission).

### Sichtachse
Demnach bildet die Sichtachse, vom Eingang aus betrachtet, zunächst das hohe Opferkreuz („Cross of Sacrifice“) mit dem Langschwert, dahinter der Altar („Stone of Remembrance“) mit der Aufschrift „Their Liveth For Evermore“; der Hintergrund wird durch eine Ehrenhalle mit Säulengang abgeschlossen.

### Eingang
Beidseitig des Eingangs sind kleine Gebäude errichtet, in denen das Totenregister und ein Kondolenzbuch ausliegt, die Einfriedung ist flach gehalten, so dass ein weiter Einblick auf das Friedhofsgelände ermöglicht wird.

### Grabsteine
Die Grabsteine aus weißem Kalksandstein, sind ebenerdig angelegt und jeweils mit einem kleinen Beet – die teilweise mit einem Rosenbusch bepflanzt sind – umrandet. Im Grabstein sind, von oben nach unten angeordnet, das Einheitsemblem, der Name mit Dienstgrad, die Religionszugehörigkeit (soweit bekannt) und ein Abschiedsvers (wenn erwünscht) der Angehörigen eingraviert.

### Flora
Die Anpflanzungen sind durch eine Rasenfläche gekennzeichnet, es gibt keine Verbindungswege, einige niedrige Büsche dienen als Abgrenzungen, als Reverenz an den Bestattungsort hat man kleinere Gruppen von Birken (charakteristisch für die Heide) platziert.